# Jennifer Hudson (album)
Jennifer Hudson to debiutancki album amerykańskiej wokalistki R&B, uczestniczki 3 serii programu American Idol oraz zdobywczyni Oscara, Jennifer Hudson. Album, zatytułowany jej nazwiskiem, zdobył wiele przychylnych recenzji, zdobywając nagrodę Grammy dla najlepszego albumu R&B. 
Podczas pracy nad albumem wraz z Jennifer współpracowali m.in. Missy Elliott, Brian Kennedy, Ne-Yo, Polow da Don, T-Pain, Tank, Robin Thicke oraz Timbaland. W Stanach Zjednoczonych album zdobył certyfikat złota, notowany był na pozycji 2. "U.S. Billboard 200" i "U.S. Top R&B/Hip-Hop Albums".

## Single

### Spotlight
Pierwszy singel promujący płytę został wydany 10 lipca i szybko zdobył popularność. Dotarł na szczyt listy "U.S. Billboard Hot R&B/Hip-Hop Songs". Teledysk do utworu został wyreżyserowany przez Chrisa Robinsona. Jennifer rozmawia przez telefon komórkowy z przyjaciółką, mówiąc o chłopaku, który za bardzo ją kontroluje. Potem wyobraża sobie siebie idącą do klubu nocnego, później kłócącą ze swoim partnerem, a w końcu idącą po wybiegu. Na końcu teledysku padają słowa 'Girl, you know what? I think I'll go out". Spotlight osiągnął największy sukces spośród wszystkich utworów artystki, nominowany był do Nagrody Grammy w kategorii Najlepsza Piosenka R&B.

### If This Isn't Love
Drugi singel, będący pierwszą balladą muzyczną artystki wypuszczoną na rynek, został wydany 29 lutego 2009 roku. Początkowo drugim singlem miał być utwór "My Heart", który odbyłby swoją premierę w październiku, lecz sprawy skomplikowały się znacznie, co wywołało morderstwo rodziny Hudson. Dlatego też debiutancka płyta miała słabą promocję singli, których było teoretycznie tylko dwa. Teledysk do If This Isn't Love przedstawia Jennifer śpiewającą w ciemnym pomieszczeniu, a w trakcie wykonania scena wokalu przeplata się ze sceną tańca towarzyskiego pary młodych ludzi. Utwór "If This Isn't Love" zajął 5. miejsce na "U.S. Billboard Hot R&B/Hip-Hop Songs". 

### Giving Myself
Trzeci, najmniej promowany singel, wydany w lipcu 2009 roku. Teledysk do utworu został nienagrany. Oryginalnie trzecim singlem miał być Pocketbook, ale nie został on entuzjastycznie przyjęty.

### Inne single

#### And I Am Telling You I'm Not Going
Utwór ten pochodzi z filmu muzycznego Dreamgirls, w którym zagrała Hudson (za rolę Effie White dostała m.in. Oscara, Złotego Globa i Saturna). Wyraziste wykonanie musicalowej piosenki przyniosło Jennifer uznanie krytyków i popularność. Zamieszczony na albumie, początkowo promował Soundtrack obrazu jak i sam film. 

#### All Dress Up In Love
Jest to piosenka przewodnia filmu "Seks w wielkim mieście", nagrana na potrzeby filmu przez Hudson. Promujący kinową wersję serialu, został zamieszczony jako bonus reedycji na debiutanckiej płycie Jennifer, podobnie jak "Stand Up".

## Lista utworów
1. "Spotlight" (4:10)
2. "If This Isn't" Love (3:36)
3. "Pocketbook" (ft. Ludacris) (3:18)
4. "Giving Myself" (4:15)
5. "What's Wrong (Go Away)" (ft. T-Pain) (3:47)
6. "My Heart" (3:33)
7. "You Pulled Me Through" (3:40)
8. "I'm His Only Woman" (ft. Fantasia) (4:18)
9. "Can't Stop the Rain" (4:44)
10. "We Gon' Fight" (4:02)
11. "Invisible" (3:43)
12. "And I Am Telling You I'm Not Going" (4:43)
13. "Jesus Promised Me A Home Over There" (4:24)

## Daty wydania
| Region          | Data                | Wersja   |
| --------------- | ------------------- | -------- |
| Australia       | Wrzesień 27, 2008   | Oryginał |
| Wielka Brytania | Wrzesień 29, 2008   | Oryginał |
| USA             | Wrzesień 30, 2008   | Oryginał |
| Kanada          | Październik 7, 2008 | Oryginał |
| Europa          | Grudzień 12, 2008   | Oryginał |
| USA             | Luty 24, 2009       | Reedycja |
| Brazylia        | Marzec 11, 2009     | Oryginał |